# Unicodeblock Nandinagari
Der Unicodeblock Nandinagari (U+119A0 bis U+119FF) enthält die Zeichen der  indischen Nandinagari-Schrift, welche sich aus der Nagari-Schrift entwickelte. Sie wurde zum Schreiben von Sanskrit verwendet.

## Tabelle
| Unicodenummer   | Zeichen (400 %) | Kategorie                               | Bidirektionale Klasse       | Offizielle Bezeichnung                 | Beschreibung                             |
| --------------- | --------------- | --------------------------------------- | --------------------------- | -------------------------------------- | ---------------------------------------- |
| U+119A0 (72096) | 𑦠               | anderer Buchstabe, Silbe oder Ideogramm | links nach rechts           | NANDINAGARI LETTER A                   | Nandinagari-Buchstabe A                  |
| U+119A1 (72097) | 𑦡               | anderer Buchstabe, Silbe oder Ideogramm | links nach rechts           | NANDINAGARI LETTER AA                  | Nandinagari-Buchstabe Aa                 |
| U+119A2 (72098) | 𑦢               | anderer Buchstabe, Silbe oder Ideogramm | links nach rechts           | NANDINAGARI LETTER I                   | Nandinagari-Buchstabe I                  |
| U+119A3 (72099) | 𑦣               | anderer Buchstabe, Silbe oder Ideogramm | links nach rechts           | NANDINAGARI LETTER II                  | Nandinagari-Buchstabe Ii                 |
| U+119A4 (72100) | 𑦤               | anderer Buchstabe, Silbe oder Ideogramm | links nach rechts           | NANDINAGARI LETTER U                   | Nandinagari-Buchstabe U                  |
| U+119A5 (72101) | 𑦥               | anderer Buchstabe, Silbe oder Ideogramm | links nach rechts           | NANDINAGARI LETTER UU                  | Nandinagari-Buchstabe Uu                 |
| U+119A6 (72102) | 𑦦               | anderer Buchstabe, Silbe oder Ideogramm | links nach rechts           | NANDINAGARI LETTER VOCALIC R           | Nandinagari-Buchstabe Vokales R          |
| U+119A7 (72103) | 𑦧               | anderer Buchstabe, Silbe oder Ideogramm | links nach rechts           | NANDINAGARI LETTER VOCALIC RR          | Nandinagari-Buchstabe Vokales Rr         |
| U+119AA (72106) | 𑦪               | anderer Buchstabe, Silbe oder Ideogramm | links nach rechts           | NANDINAGARI LETTER E                   | Nandinagari-Buchstabe E                  |
| U+119AB (72107) | 𑦫               | anderer Buchstabe, Silbe oder Ideogramm | links nach rechts           | NANDINAGARI LETTER AI                  | Nandinagari-Buchstabe Ai                 |
| U+119AC (72108) | 𑦬               | anderer Buchstabe, Silbe oder Ideogramm | links nach rechts           | NANDINAGARI LETTER O                   | Nandinagari-Buchstabe O                  |
| U+119AD (72109) | 𑦭               | anderer Buchstabe, Silbe oder Ideogramm | links nach rechts           | NANDINAGARI LETTER AU                  | Nandinagari-Buchstabe Au                 |
| U+119AE (72110) | 𑦮               | anderer Buchstabe, Silbe oder Ideogramm | links nach rechts           | NANDINAGARI LETTER KA                  | Nandinagari-Buchstabe Ka                 |
| U+119AF (72111) | 𑦯               | anderer Buchstabe, Silbe oder Ideogramm | links nach rechts           | NANDINAGARI LETTER KHA                 | Nandinagari-Buchstabe Kha                |
| U+119B0 (72112) | 𑦰               | anderer Buchstabe, Silbe oder Ideogramm | links nach rechts           | NANDINAGARI LETTER GA                  | Nandinagari-Buchstabe Ga                 |
| U+119B1 (72113) | 𑦱               | anderer Buchstabe, Silbe oder Ideogramm | links nach rechts           | NANDINAGARI LETTER GHA                 | Nandinagari-Buchstabe Gha                |
| U+119B2 (72114) | 𑦲               | anderer Buchstabe, Silbe oder Ideogramm | links nach rechts           | NANDINAGARI LETTER NGA                 | Nandinagari-Buchstabe Nga                |
| U+119B3 (72115) | 𑦳               | anderer Buchstabe, Silbe oder Ideogramm | links nach rechts           | NANDINAGARI LETTER CA                  | Nandinagari-Buchstabe Ca                 |
| U+119B4 (72116) | 𑦴               | anderer Buchstabe, Silbe oder Ideogramm | links nach rechts           | NANDINAGARI LETTER CHA                 | Nandinagari-Buchstabe Cha                |
| U+119B5 (72117) | 𑦵               | anderer Buchstabe, Silbe oder Ideogramm | links nach rechts           | NANDINAGARI LETTER JA                  | Nandinagari-Buchstabe Ja                 |
| U+119B6 (72118) | 𑦶               | anderer Buchstabe, Silbe oder Ideogramm | links nach rechts           | NANDINAGARI LETTER JHA                 | Nandinagari-Buchstabe Jha                |
| U+119B7 (72119) | 𑦷               | anderer Buchstabe, Silbe oder Ideogramm | links nach rechts           | NANDINAGARI LETTER NYA                 | Nandinagari-Buchstabe Nya                |
| U+119B8 (72120) | 𑦸               | anderer Buchstabe, Silbe oder Ideogramm | links nach rechts           | NANDINAGARI LETTER TTA                 | Nandinagari-Buchstabe Tta                |
| U+119B9 (72121) | 𑦹               | anderer Buchstabe, Silbe oder Ideogramm | links nach rechts           | NANDINAGARI LETTER TTHA                | Nandinagari-Buchstabe Ttha               |
| U+119BA (72122) | 𑦺               | anderer Buchstabe, Silbe oder Ideogramm | links nach rechts           | NANDINAGARI LETTER DDA                 | Nandinagari-Buchstabe Dda                |
| U+119BB (72123) | 𑦻               | anderer Buchstabe, Silbe oder Ideogramm | links nach rechts           | NANDINAGARI LETTER DDHA                | Nandinagari-Buchstabe Ddha               |
| U+119BC (72124) | 𑦼               | anderer Buchstabe, Silbe oder Ideogramm | links nach rechts           | NANDINAGARI LETTER NNA                 | Nandinagari-Buchstabe Nna                |
| U+119BD (72125) | 𑦽               | anderer Buchstabe, Silbe oder Ideogramm | links nach rechts           | NANDINAGARI LETTER TA                  | Nandinagari-Buchstabe Ta                 |
| U+119BE (72126) | 𑦾               | anderer Buchstabe, Silbe oder Ideogramm | links nach rechts           | NANDINAGARI LETTER THA                 | Nandinagari-Buchstabe Tha                |
| U+119BF (72127) | 𑦿               | anderer Buchstabe, Silbe oder Ideogramm | links nach rechts           | NANDINAGARI LETTER DA                  | Nandinagari-Buchstabe Da                 |
| U+119C0 (72128) | 𑧀               | anderer Buchstabe, Silbe oder Ideogramm | links nach rechts           | NANDINAGARI LETTER DHA                 | Nandinagari-Buchstabe Dha                |
| U+119C1 (72129) | 𑧁               | anderer Buchstabe, Silbe oder Ideogramm | links nach rechts           | NANDINAGARI LETTER NA                  | Nandinagari-Buchstabe Na                 |
| U+119C2 (72130) | 𑧂               | anderer Buchstabe, Silbe oder Ideogramm | links nach rechts           | NANDINAGARI LETTER PA                  | Nandinagari-Buchstabe Pa                 |
| U+119C3 (72131) | 𑧃               | anderer Buchstabe, Silbe oder Ideogramm | links nach rechts           | NANDINAGARI LETTER PHA                 | Nandinagari-Buchstabe Pha                |
| U+119C4 (72132) | 𑧄               | anderer Buchstabe, Silbe oder Ideogramm | links nach rechts           | NANDINAGARI LETTER BA                  | Nandinagari-Buchstabe Ba                 |
| U+119C5 (72133) | 𑧅               | anderer Buchstabe, Silbe oder Ideogramm | links nach rechts           | NANDINAGARI LETTER BHA                 | Nandinagari-Buchstabe Bha                |
| U+119C6 (72134) | 𑧆               | anderer Buchstabe, Silbe oder Ideogramm | links nach rechts           | NANDINAGARI LETTER MA                  | Nandinagari-Buchstabe Ma                 |
| U+119C7 (72135) | 𑧇               | anderer Buchstabe, Silbe oder Ideogramm | links nach rechts           | NANDINAGARI LETTER YA                  | Nandinagari-Buchstabe Ya                 |
| U+119C8 (72136) | 𑧈               | anderer Buchstabe, Silbe oder Ideogramm | links nach rechts           | NANDINAGARI LETTER RA                  | Nandinagari-Buchstabe Ra                 |
| U+119C9 (72137) | 𑧉               | anderer Buchstabe, Silbe oder Ideogramm | links nach rechts           | NANDINAGARI LETTER LA                  | Nandinagari-Buchstabe La                 |
| U+119CA (72138) | 𑧊               | anderer Buchstabe, Silbe oder Ideogramm | links nach rechts           | NANDINAGARI LETTER VA                  | Nandinagari-Buchstabe Va                 |
| U+119CB (72139) | 𑧋               | anderer Buchstabe, Silbe oder Ideogramm | links nach rechts           | NANDINAGARI LETTER SHA                 | Nandinagari-Buchstabe Sha                |
| U+119CC (72140) | 𑧌               | anderer Buchstabe, Silbe oder Ideogramm | links nach rechts           | NANDINAGARI LETTER SSA                 | Nandinagari-Buchstabe Ssa                |
| U+119CD (72141) | 𑧍               | anderer Buchstabe, Silbe oder Ideogramm | links nach rechts           | NANDINAGARI LETTER SA                  | Nandinagari-Buchstabe Sa                 |
| U+119CE (72142) | 𑧎               | anderer Buchstabe, Silbe oder Ideogramm | links nach rechts           | NANDINAGARI LETTER HA                  | Nandinagari-Buchstabe Ha                 |
| U+119CF (72143) | 𑧏               | anderer Buchstabe, Silbe oder Ideogramm | links nach rechts           | NANDINAGARI LETTER LLA                 | Nandinagari-Buchstabe Lla                |
| U+119D0 (72144) | 𑧐               | anderer Buchstabe, Silbe oder Ideogramm | links nach rechts           | NANDINAGARI LETTER RRA                 | Nandinagari-Buchstabe Rra                |
| U+119D1 (72145) | 𑧑                | Markierung mit Extrabreite              | links nach rechts           | NANDINAGARI VOWEL SIGN AA              | Nandinagari-Vokalzeichen Aa              |
| U+119D2 (72146) | 𑧒                | Markierung mit Extrabreite              | links nach rechts           | NANDINAGARI VOWEL SIGN I               | Nandinagari-Vokalzeichen I               |
| U+119D3 (72147) | 𑧓                | Markierung mit Extrabreite              | links nach rechts           | NANDINAGARI VOWEL SIGN II              | Nandinagari-Vokalzeichen Ii              |
| U+119D4 (72148) | 𑧔                | Markierung ohne Extrabreite             | Markierung ohne Extrabreite | NANDINAGARI VOWEL SIGN U               | Nandinagari-Vokalzeichen U               |
| U+119D5 (72149) | 𑧕                | Markierung ohne Extrabreite             | Markierung ohne Extrabreite | NANDINAGARI VOWEL SIGN UU              | Nandinagari-Vokalzeichen Uu              |
| U+119D6 (72150) | 𑧖                | Markierung ohne Extrabreite             | Markierung ohne Extrabreite | NANDINAGARI VOWEL SIGN VOCALIC R       | Nandinagari-Vokalzeichen Vokales R       |
| U+119D7 (72151) | 𑧗                | Markierung ohne Extrabreite             | Markierung ohne Extrabreite | NANDINAGARI VOWEL SIGN VOCALIC RR      | Nandinagari-Vokalzeichen Vokales Rr      |
| U+119DA (72154) | 𑧚                | Markierung ohne Extrabreite             | Markierung ohne Extrabreite | NANDINAGARI VOWEL SIGN E               | Nandinagari-Vokalzeichen E               |
| U+119DB (72155) | 𑧛                | Markierung ohne Extrabreite             | Markierung ohne Extrabreite | NANDINAGARI VOWEL SIGN AI              | Nandinagari-Vokalzeichen Ai              |
| U+119DC (72156) | 𑧜                | Markierung mit Extrabreite              | links nach rechts           | NANDINAGARI VOWEL SIGN O               | Nandinagari-Vokalzeichen O               |
| U+119DD (72157) | 𑧝                | Markierung mit Extrabreite              | links nach rechts           | NANDINAGARI VOWEL SIGN AU              | Nandinagari-Vokalzeichen Au              |
| U+119DE (72158) | 𑧞                | Markierung mit Extrabreite              | links nach rechts           | NANDINAGARI SIGN ANUSVARA              | Nandinagari-Zeichen Anusvara             |
| U+119DF (72159) | 𑧟                | Markierung mit Extrabreite              | links nach rechts           | NANDINAGARI SIGN VISARGA               | Nandinagari-Zeichen Visarga              |
| U+119E0 (72160) | 𑧠                | Markierung ohne Extrabreite             | Markierung ohne Extrabreite | NANDINAGARI SIGN VIRAMA                | Nandinagari-Zeichen Virama               |
| U+119E1 (72161) | 𑧡               | anderer Buchstabe, Silbe oder Ideogramm | links nach rechts           | NANDINAGARI SIGN AVAGRAHA              | Nandinagari-Zeichen Avagraha             |
| U+119E2 (72162) | 𑧢               | andere Interpunktion                    | links nach rechts           | NANDINAGARI SIGN SIDDHAM               | Nandinagari-Zeichen Siddham              |
| U+119E3 (72163) | 𑧣               | anderer Buchstabe, Silbe oder Ideogramm | links nach rechts           | NANDINAGARI HEADSTROKE                 | Nandinagari-Oberstrich                   |
| U+119E4 (72164) | 𑧤                | Markierung mit Extrabreite              | links nach rechts           | NANDINAGARI VOWEL SIGN PRISHTHAMATRA E | Nandinagari-Vokalzeichen Prishthamatra-E |